# トランスケトラーゼ
トランスケトラーゼ(Transketolase)は、全ての生物が持つペントースリン酸経路と、光合成のカルビン回路に関与する酵素である。この酵素は、これら2つの経路で反対方向に進む2つの重要な反応を触媒する。非酸化的なペントースリン酸経路の最初の反応では、補因子のチアミンピロリン酸が5炭素のケトース（D-キシルロース-5-リン酸）から2つの炭素を受け取り、これを5炭素のアルドース（D-リボース-5-リン酸）に転移させ、7炭素のケトース（セドヘプツロース-7-リン酸）を形成する。2つの炭素を取られたD-キシルロース-5-リン酸は、3炭素のアルドースであるグリセルアルデヒド-3-リン酸になる。カルビン回路では、トランスケトラーゼは逆の反応を触媒し、セドヘプツロース-7-リン酸とグリセルアルデヒド-3-リン酸をアルドースのD-グリセルアルデヒド-3-リン酸及びケトースのD-キシルロース-5-リン酸に変換する。
ペントースリン酸経路でトランスケトラーゼによって触媒される2つめの反応でも、同じようにチアミンピロリン酸がD-キシルロース-5-リン酸から2炭素をエリトロース-4-リン酸に転移し、フルクトース-6-リン酸とグリセルアルデヒド-3-リン酸を形成する。カルビン回路でも全く同じ反応が逆向きに起きる。さらに、カルビン回路ではこれがトランスケトラーゼによって触媒される最初の反応となる。
哺乳類では、トランスケトラーゼはペントースリン酸経路と解糖系を繋げ、過剰の糖リン酸を炭水化物代謝経路に供給している。この存在は、特に脂肪酸を合成する肝臓や乳腺、ステロイドの合成を行う肝臓や副腎等の生合成の盛んな組織で、NADPHの生産に不可欠である。チアミンピロリン酸は、カルシウムとともに必須の補因子である。
トランスケトラーゼは、哺乳類の角膜で角膜角質細胞によって大量に発現し、角膜のクリスタリンの1つになっていると言われている。